# Aulophorina canaliculata
Aulophorina canaliculata är en insektsart som först beskrevs av Karsch 1890.  Aulophorina canaliculata ingår i släktet Aulophorina och familjen Flatidae. Inga underarter finns listade i Catalogue of Life.